# Lygromma gasnieri
Espèce
Lygromma gasnieri est une espèce d'araignées aranéomorphes de la famille des Prodidomidae.

## Distribution
Cette espèce est endémique d'Amazonas au Brésil,. Elle se rencontre vers Manaus .

## Description
Les mâles mesurent de 2,50 à 3,10 mm.
La femelle décrite par Brescovit et Bonaldo en 1998 mesure 3,10 mm.

## Systématique et taxinomie
Cette espèce a été décrite par Brescovit et Höfer en 1993.

## Étymologie
Cette espèce est nommée en l'honneur de Thierry R. Gasnier.

## Publication originale
- Brescovit & Höfer, 1993 : « Aranhas dos gêneros Lygromma e Eilica, da Amazônia central, Brasil (Araneae, Gnaphosoidea). » Iheringia, Série Zoologia, vol. 74, p. 103-107.